# Ladakh
Le Ladakh (ladakhi : ལ་དྭགས (la'dwags) ; tibétain : ལ་དྭགས།, Wylie : la-dwags ; hindi : लद्दाख़ (laddākh); ourdou : لَدّاخ) est un territoire de l'Union indienne, situé dans l'extrême-Nord du pays. Sa capitale et ville la plus importante est Leh (གླེ་).
Également appelé le Petit Tibet, (anciennement Petit Thibet),,,,, Tibet indien ou Tibet occidental, le Ladakh est en effet une région de culture tibétique, dont la population a pour religions principales le bouddhisme pour 40 % et l'islam pour 46 % en 2009. Il se rattache aussi à la région plus globale du Cachemire, un ancien royaume himalayen au cœur de conflits territoriaux entre Pakistan, Inde et Chine.

## Géographie

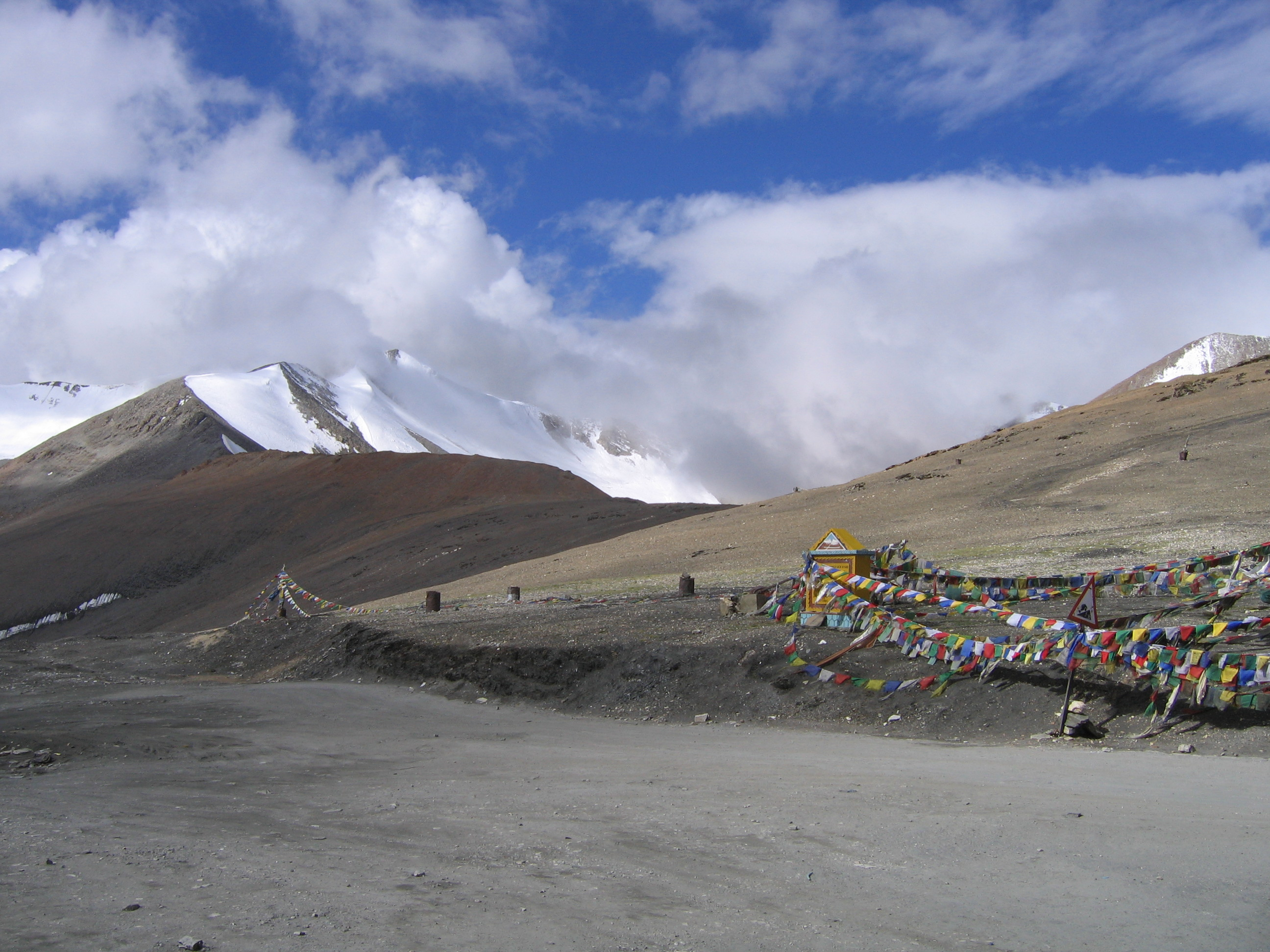
Route empierrée à travers la haute montagne avec des drapeaux colorés sur ses côtés.

Le Ladakh est la région de l'Inde à l'altitude moyenne la plus élevée, une grande partie de son territoire dépassant les 3 000 m. Il est dominé au nord par les montagnes du Karakoram, au sud par l'Himalaya et à l'ouest par le Pir Panjal. La partie orientale du Ladakh s'ouvrant sur le plateau tibétain (notamment le Changtang).
Les montagnes du Ladakh se sont formées il y a environ 45 million d'années lors de la collision de la plaque indienne et de la plaque eurasienne. L'altitude du Ladakh s'accroît vers le Nord-Est de son territoire, culminant au sommet du Kun à 7 077 m d'altitude.

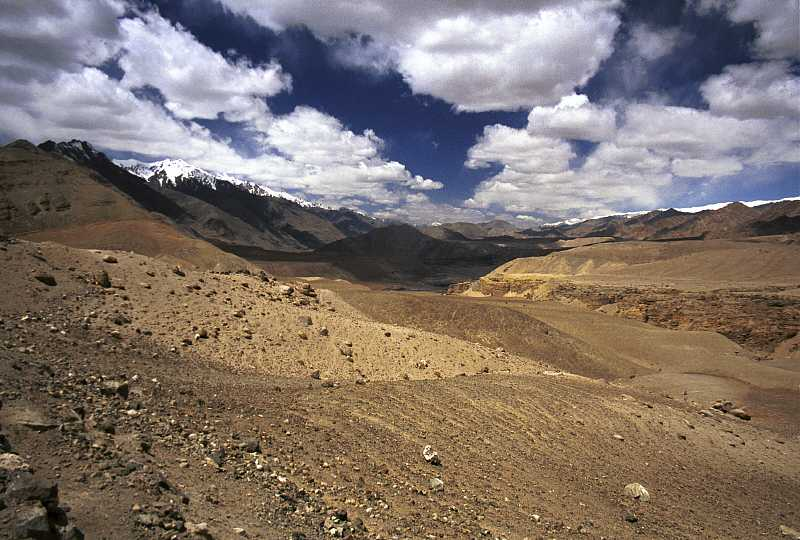
Le désert de Moon.

Le Ladakh historique se composait de plusieurs régions distinctes, la plupart aujourd'hui sous administration indienne :
- la vallée supérieure du fleuve Indus, une région plutôt peuplée,
- les vallées éloignées du tehsil de Zanskar, au sud, et de la rivière Nubra, au nord, auxquelles on accède par une des routes carrossables les plus hautes du monde (col de Kardung, 5 359 m),
- la région contestée d'Aksai Chin, sous administration chinoise, inhabitée,
- le Purig, la vallée du tehsil de Kargil et de Suru à l'ouest, à population majoritairement chiite, où se trouve Kargil, la seconde ville du Ladakh par sa population.

La région de Skardu, de population entièrement musulmane, sous administration pakistanaise, est parfois rattachée à la géographie ladakhie. Cependant, Skardu constitue aussi une région distincte du Ladakh, appelée le « Baltistan ». Dans le cadre des revendications territoriales indiennes sur le Cachemire (Conflit du Cachemire), cette région, ainsi que ceux de Gilgit et de Hunza, sont rattachées administrativement (de jure) au Ladakh depuis 2019.
Après avoir appartenu à l'État du Jammu-et-Cachemire, le Ladakh constitue un territoire de l'Union depuis 2019. il est divisé en deux tehsil de Leh et de Kargil qui englobe le Zanskar.

## Étymologie
Ladakh est la translittération en persan du tibétain « La-dvags », qui est prononcé « Ladak » dans plusieurs districts tibétains. Il était appelé autrefois Ladak ou pays de Ladak (« pays des hauts cols » ou « pays des hautes passes »)

## Histoire

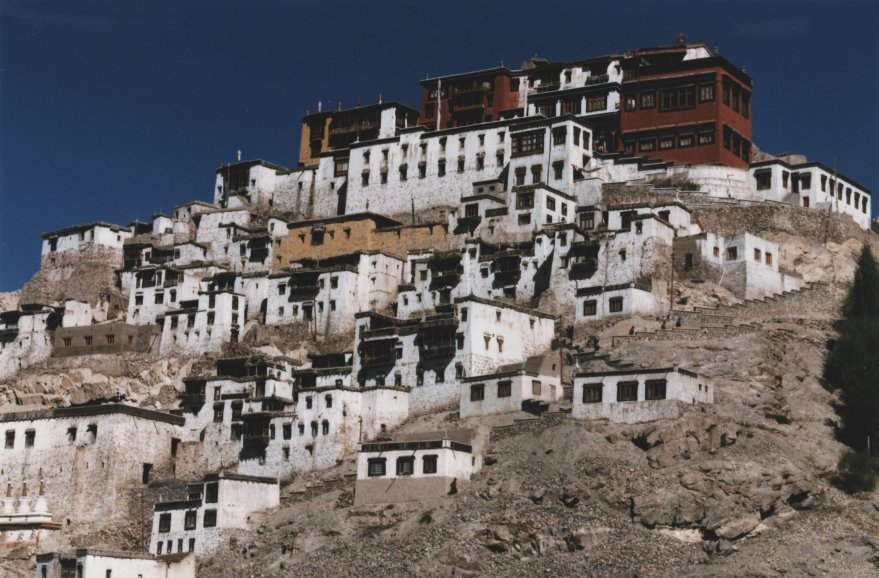
Le monastère de Tikse.

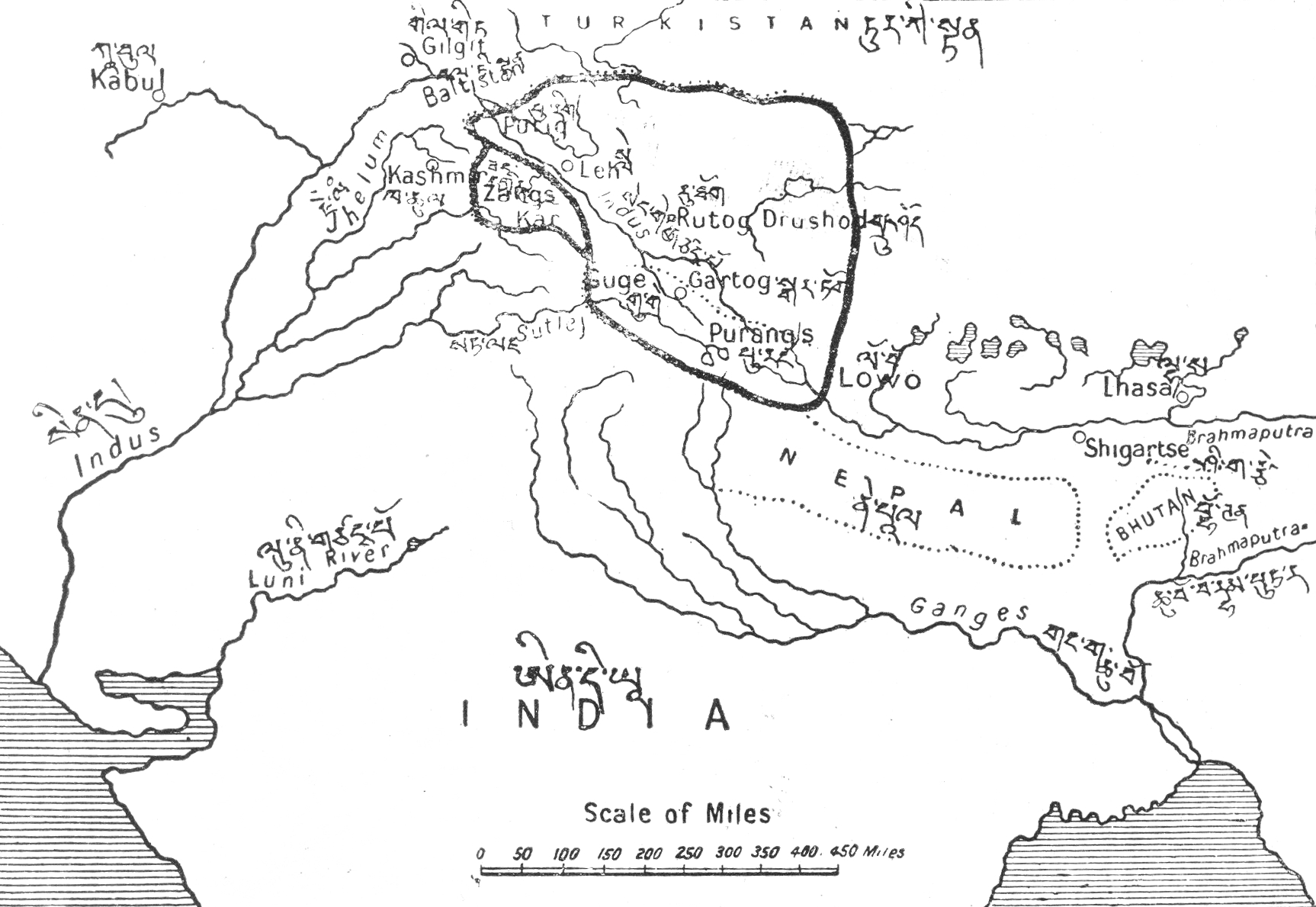
L'étendue territoriale du Ladakh pendant le règne du roi Nyimagon vers 975-1000 apr. J.-C..

Des gravures rupestres, trouvées dans de nombreux endroits du Ladakh, indiquent que la région a été habitée dès le Néolithique.
Tibétanisé au Xe siècle, le Ladakh était auparavant peuplé de tribus Dardes et Mons. Au Xe siècle, lors de l'ère de la fragmentation, Nyimagön, un descendant des empereurs de l'Empire du Tibet, s'installe à Shey et forme ainsi la première dynastie tibétaine du Ladakh, les Lhachens. À la charnière des XVe et XVIe siècles, une branche cousine prend le pouvoir sous le nom de dynastie Namgyal.
Le royaume de Maryul, fondé par Lhachen Dpalgyimgon aux environs de 930, est situé sur ce territoire jusqu'à son annexion par les Dogras en 1842.
À la fin du XVIIe siècle, à la suite d'une rupture des relations avec le Tibet, sous le règne de Gushi Khan, roi mongol qoshot du Tibet et de Lobsang Gyatso, 5e dalaï-lama, chef spirituel, le nouveau gouvernement tente d'envahir le royaume de Gugé qui était sous contrôle du Ladakh. Le Cachemire aide alors le Ladakh dans la restauration de sa souveraineté, cette aide a un prix arbitré par le traité de Temisgam en 1684.
Au début du XIXe siècle, les Dogras du Jammu voisin, sous la suzeraineté de l'empire sikh du Penjab s'intéressent au Ladakh. Après plusieurs invasions, le général Zorawar Singh (en) parvient à soumettre les Ladakhis et continue sa conquête vers le Tibet, où il se fera tuer. Le traité de paix tibéto-ladakhi de 1842 est signé à la résidence de Gulab Singh. Le Tibet et le Ladakh confirment leurs frontières respectives et renouvellent leur engagement d'amitié. Tout comme pour le conflit de 1681-1683, cette guerre a un caractère plus économique que religieux ou territorial ; en effet, le but étant de contrôler le commerce de la laine. Le traité de paix tibéto-ladakhi de 1842 est confirmé en 1852 par un nouvel accord commercial.

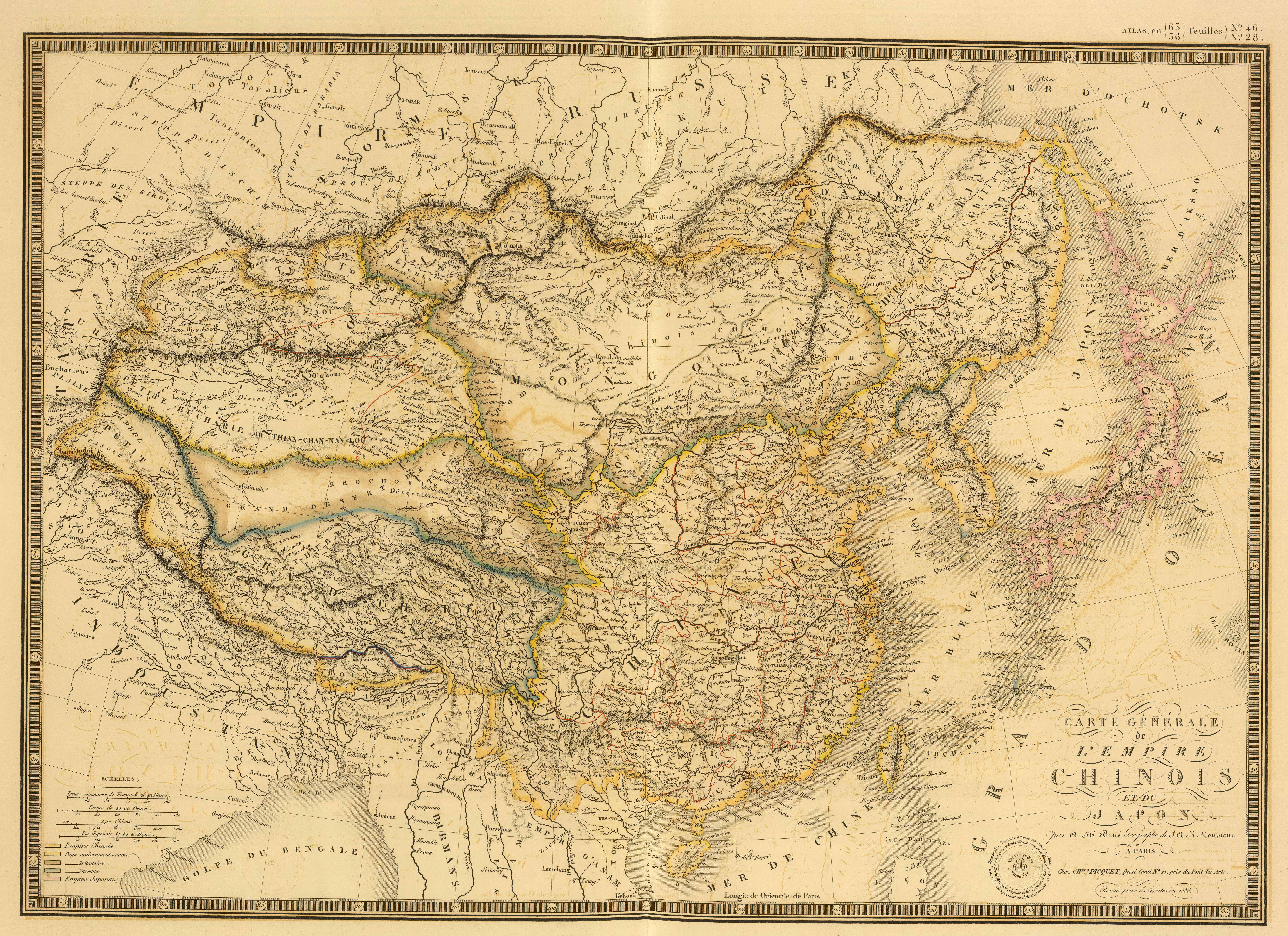
Carte de l'Empire chinois en 1836 par Adrien-Hubert Brué au sein duquel se trouve le « Petit Thibet » comprenant « Ladak »

Le Ladakh, intégré dans l'empire sikh en tant que fief des Dogras, sera conservé par ceux-ci après l'effondrement du Khalsa Raj en 1849 (les guerres anglo-sikhes) et l'annexion du Pendjab par les britanniques. Parvenu à recouvrer une indépendance vis-à-vis de ses suzerains en 1846, le domaine Dogra devenant la principauté du Jammu-et-Cachemire, un État princier (vassalisé) dans l'Inde britannique. Le Ladakh en étant une province ou wazarat, dont l'administration englobaient également le Baltistan voisin. Il était divisé en trois tehsil : Leh, Kargil et Skardu.
Le territoire originel du royaume est maintenant divisé entre l'Inde, le Pakistan et l'Aksai Chin, un district conquis par la Chine à la suite du conflit sino-indien de 1962.
Le statut administratif du Ladakh a longtemps préoccupé les partis politiques locaux. Ceux-ci dénonçaient un déséquilibre en leur défaveur dans le partage des ressources avec le Jammu-et-Cachemire actuel, un territoire bien plus dominant politiquement et économiquement. S'ajoute aussi des considérations culturelle et religieuse chez une partie des politiciens et citoyens favorables à un Ladakh détaché du Jammu-et-Cachemire. Ces considérations pouvant aller d'une volonté d'affirmation identitaire, à des craintes « d'assimilation » (dont d'islamisation) avec le Cachemire.
Le 5 août 2019, le gouvernement indien révoque le statut d'autonomie du Jammu-et-Cachemire, puis fait adopter par le Parlement une loi qui sépare le Ladakh du Jammu-et-Cachemire qui deviennent des territoires de l'Union le 31 octobre suivant. Une résolution initialement bien accueillie dans la région.
Depuis, une crise politique certaine s'est formée entre l'administration, une partie de la population et de la classe politique locale, ces dernières manifestent pour l'octroi du statut d'État fédéré au Ladakh, qui accorderait une plus large autonomie et participation citoyenne dans la gouvernance de la région. Le statut de Territoire de l'Union mettant celle-ci sous contrôle direct du gouvernement central indien, accusé par une partie de l'opinion publique de dévoyer ses compétences au profit de certains lobbies industriels et financiers.

## Population
Il conviendrait de nommer les habitants du Ladakh les Ladakhpa (ལ་དྭགས་པ།), mais l'usage occidental s'est arrêté sur le terme Ladakhi. Le Ladakh est une région partagée entre bouddhisme tibétain et islam chiite duodécimain, avec des minorités noorbakshia (en) et sunnite (de l'école hanafite), ainsi que des influences bön et païenne. Les bouddhistes constituent 40 % de la population et les musulmans (surtout chiites) 46 %, bien que le bouddhisme exerce un impact considérable dans la culture et l'histoire de la région. On y trouve, en effet, un nombre élevé de monastères bouddhistes comme Spituk, Tikse, Hemis, Alchi, Stongdey et Lamayuru, gompa ayant la signification de monastère. Les hindous forment environ 12 % de la population, les 2 % restants sont surtout constitués de sikhs et de chrétiens.

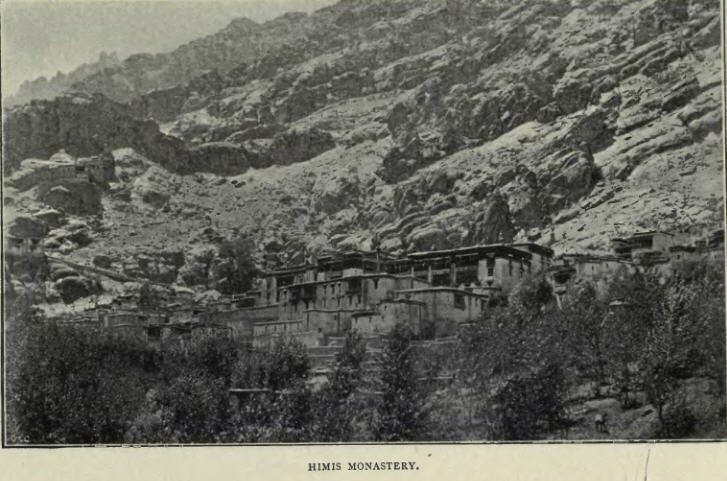
Photo ancienne du monastère d'Hemis.

La plupart des habitants de la région parlent le ladakhi, une langue proche du tibétain. On note cependant des différences nettes concernant la grammaire et la prononciation. De ce point de vue, le ladakhi est parfois considéré comme une langue tibétique proche du tibétain ancien. Il est assez facile, pour une personne parlant le tibétain, d'apprendre le ladakhi. L'inverse est moins évident. L'enseignement et les affaires étant conduit en anglais et en hindi (hindoustani), il est ainsi notable que la plupart des ladakhis maîtrisent au moins l'une de ces langues. Bien qu'avec la régionalisation récente du Ladakh hors du Cachemire, des voix appellent à une institutionnalisation des langues régionales, une démarche soulevant des désaccords entre partisans du tibétain standard ou classique (considéré par ceux-ci comme le standard littéraire du ladakhi, appelé parfois bothi) et partisans des langues régionales (purigi et balti, shina, brokskat, etc.).
Avec l'essor du tourisme et des activités de services liés, ou bien des projets infrastructurels de grandes envergures (routes, etc.), il peut être remarqué l'installation d'une population hétéroclite de travailleurs et entrepreneurs dans la région, venus du Cachemire voisin, des États de la plaine indo-gangétique et du Népal. Une part importante de ces individus sont des employés saisonniers, qui s'établissent au Ladakh lors de la saison estivale, touristique.

## Économie
La crise du Cachemire ayant rendu cette région, autrefois très prisée des touristes, extrêmement peu sûre, hormis la ville de Srinagar, le gouvernement indien favorise un transfert d'activités touristiques vers le Ladakh oriental, bouddhiste, et ses possibilités de trekking, la région n'étant quasiment pas affectée par les événements de la partie occidentale de l'État. Le tourisme est ainsi en train de devenir la première source de revenus de cette région dont l'économie était, autrefois, essentiellement basée sur une agriculture de subsistance.

## Transports
Le couloir principal pour les échanges et le commerce du secteur est passé de l'itinéraire Col de Zoji-La - Kargil vers Srinagar à celui de la route de montagne de Manali-Leh depuis l'Himachal Pradesh. Leh comporte un aéroport d'où partent des vols quotidiens pour Delhi et Srinagar. Des vols desservent également les villes de Chandigarh et Jammu.

## Culture
Selon l'anthropologue Ravina Aggarwal, spécialiste du Ladakh, alors que les auteurs étrangers mettent le Ladakh dans le même panier que le Tibet et se représentent sa culture comme essentiellement tibétaine, les Ladakhis eux-mêmes ne se considèrent pas comme tibétains sur le plan politique ou idéologique.

## Personnalités
- Stanzin Dorjai, qui a notamment réalisé « jungwa, l'équilibre rompu ».
- Thupstan Chognor (1918-2003), le 19e Kushok Bakula Rinpoché.

## Galerie

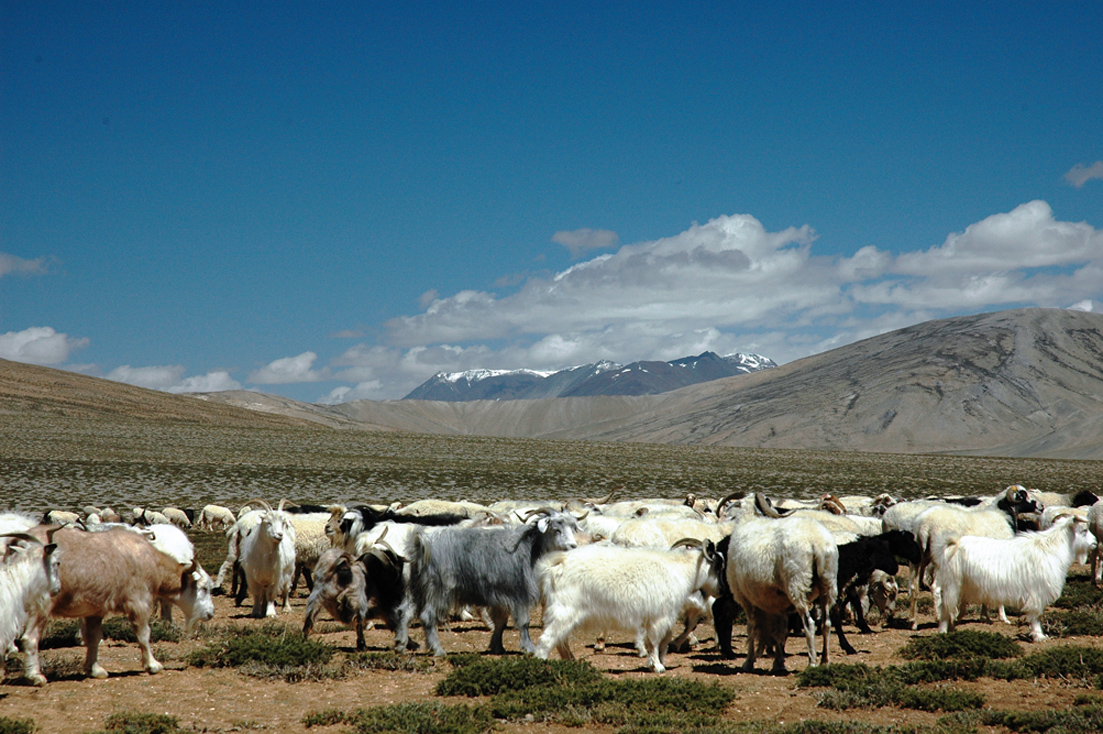
Un troupeau de chèvres changthangi en pâture dans les plaines de Morey. C'est de leur laine qu'est extrait le cachemire véritable le plus fin, le pashmînâ.
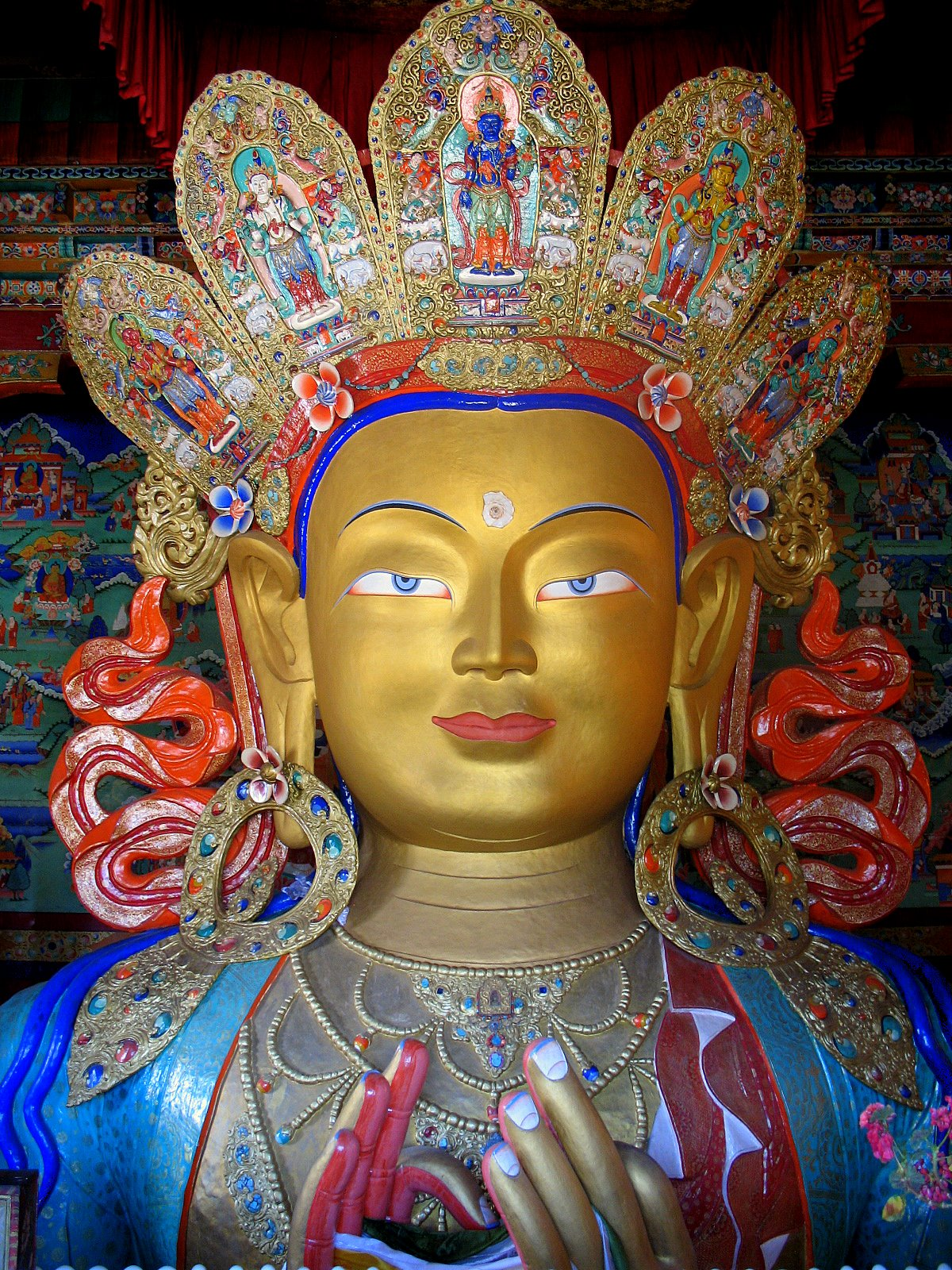
Statue du Bouddha Maitreya dans le monastère de Thiksey.
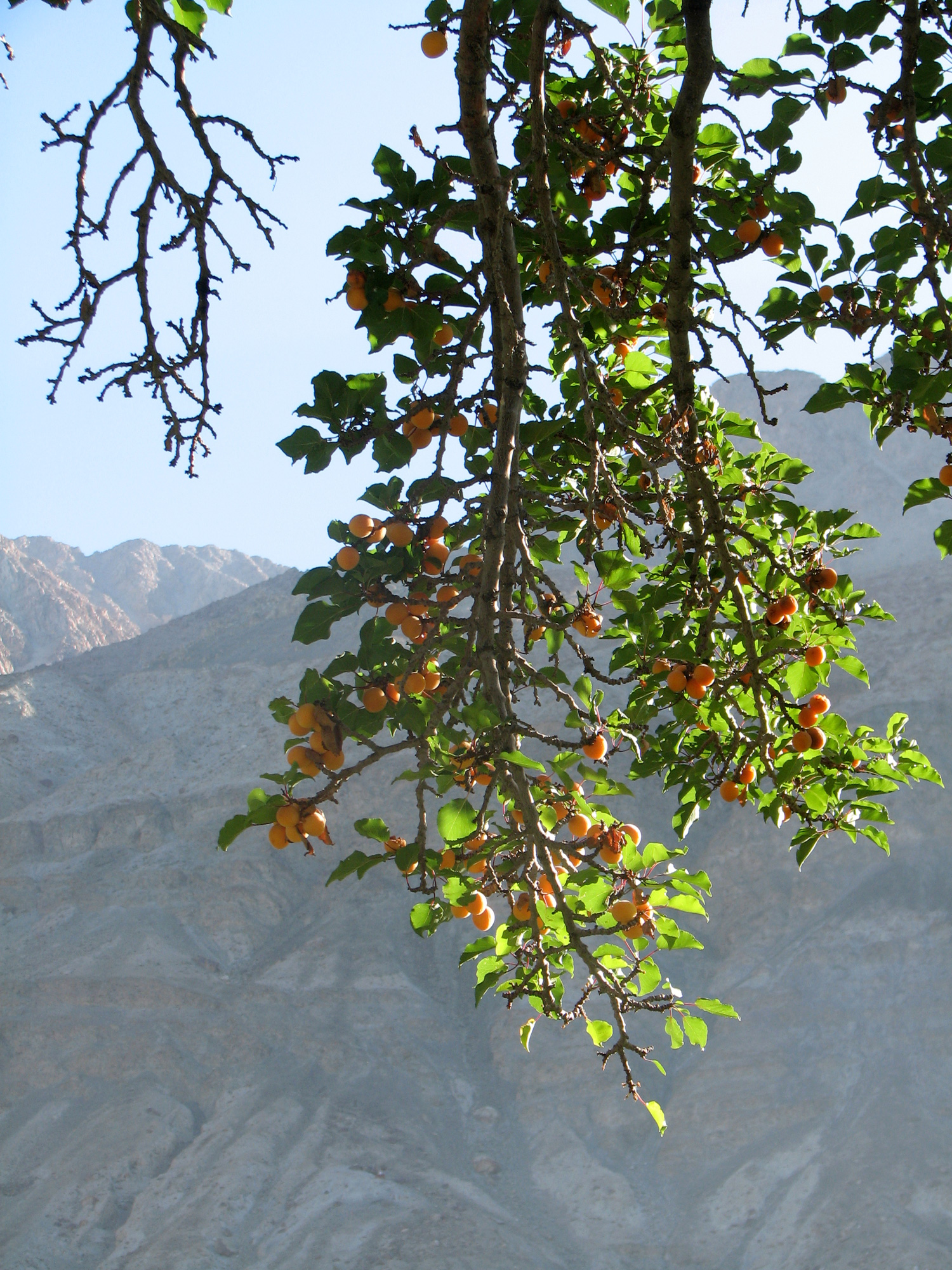
Le Ladakh est célèbre pour ses abricots, dont la variété Raktsey Karpo.
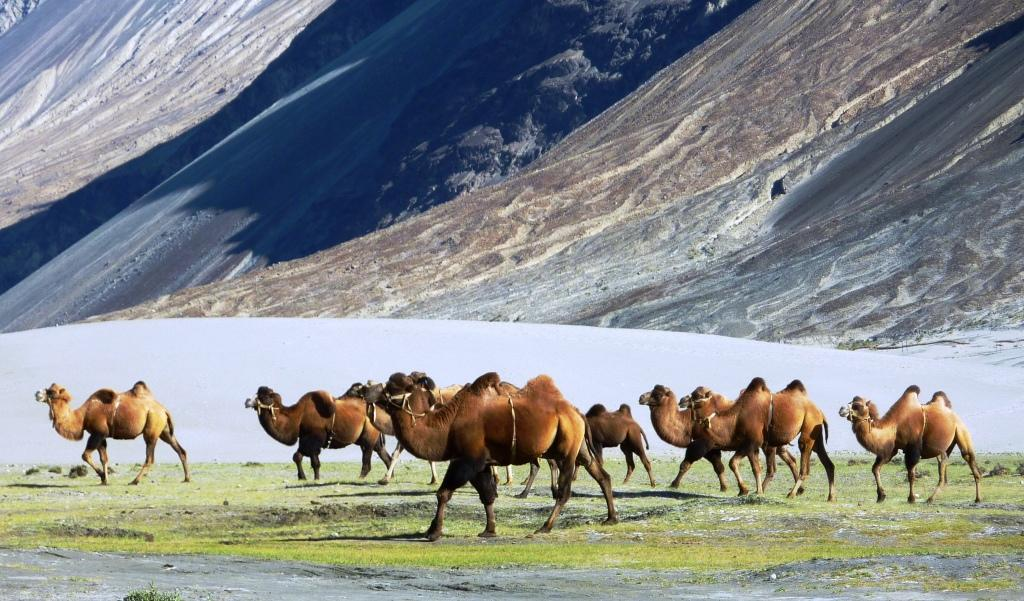
Le chameau de Bactriane, présent dans la région, fut l'élément essentiel des caravanes de la route de la soie, entre Turkestan, Inde et Tibet. Ceux-ci convoyaient via le col du Karakoram.
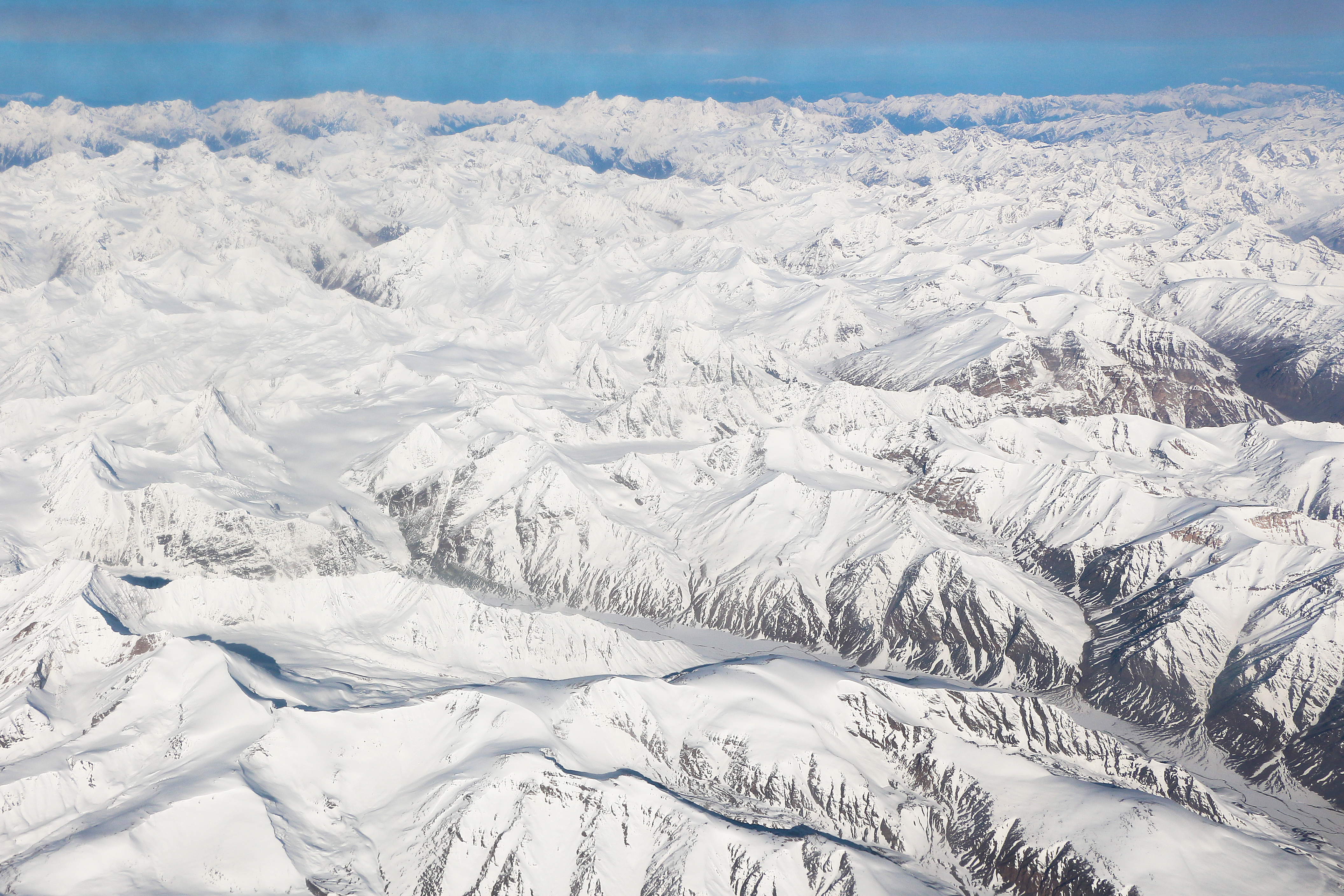
Vue aérienne de l'Himalaya au Ladakh, constituant la frontière physique méridionale de ce territoire, avec l'Himachal Pradesh et le Jammu-et-Cachemire.
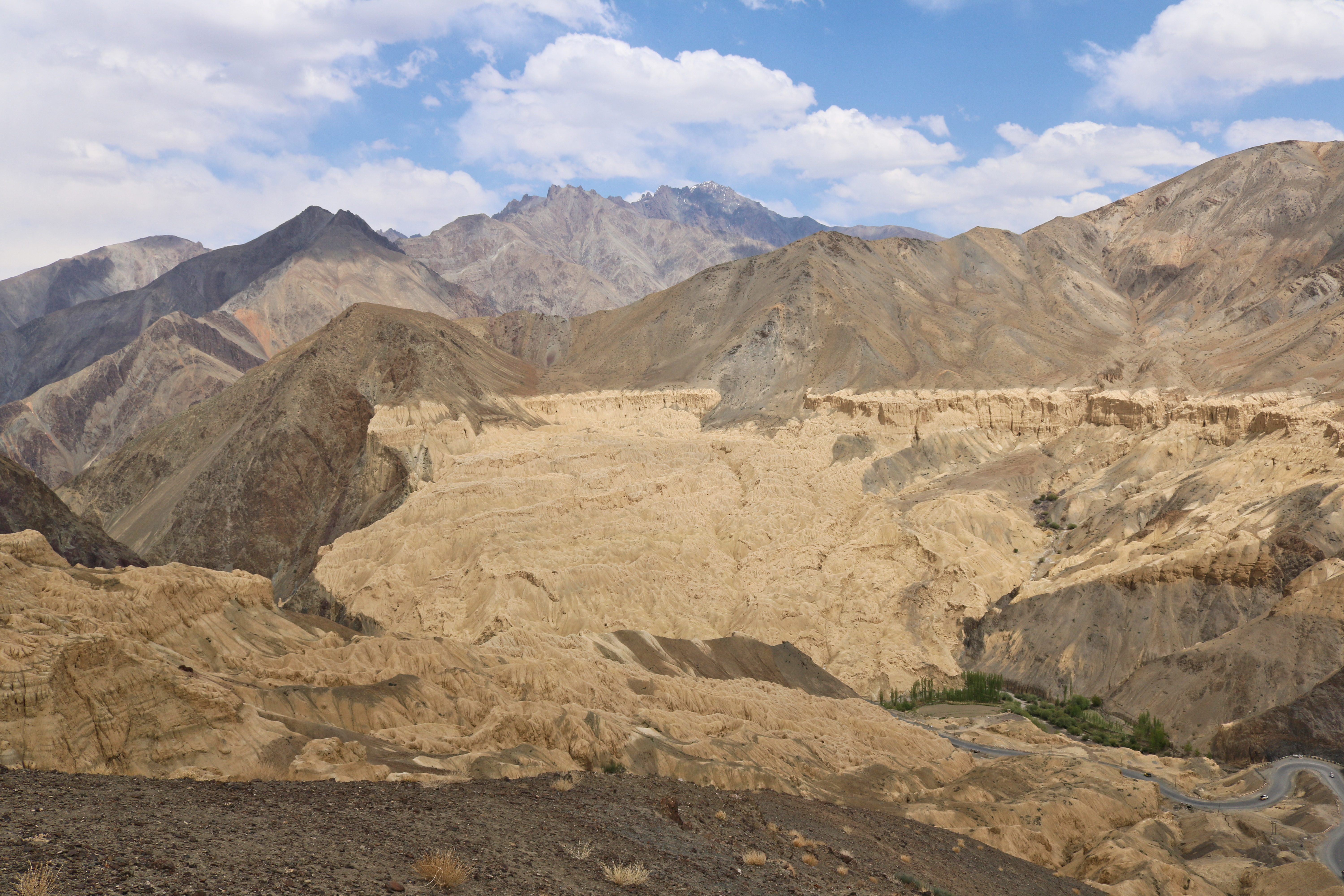
Approches de Lamayuru. Le paysage rocheux particulier a valu au lieu-dit d'être appelé populairement le Moonland (Terre de Lune).
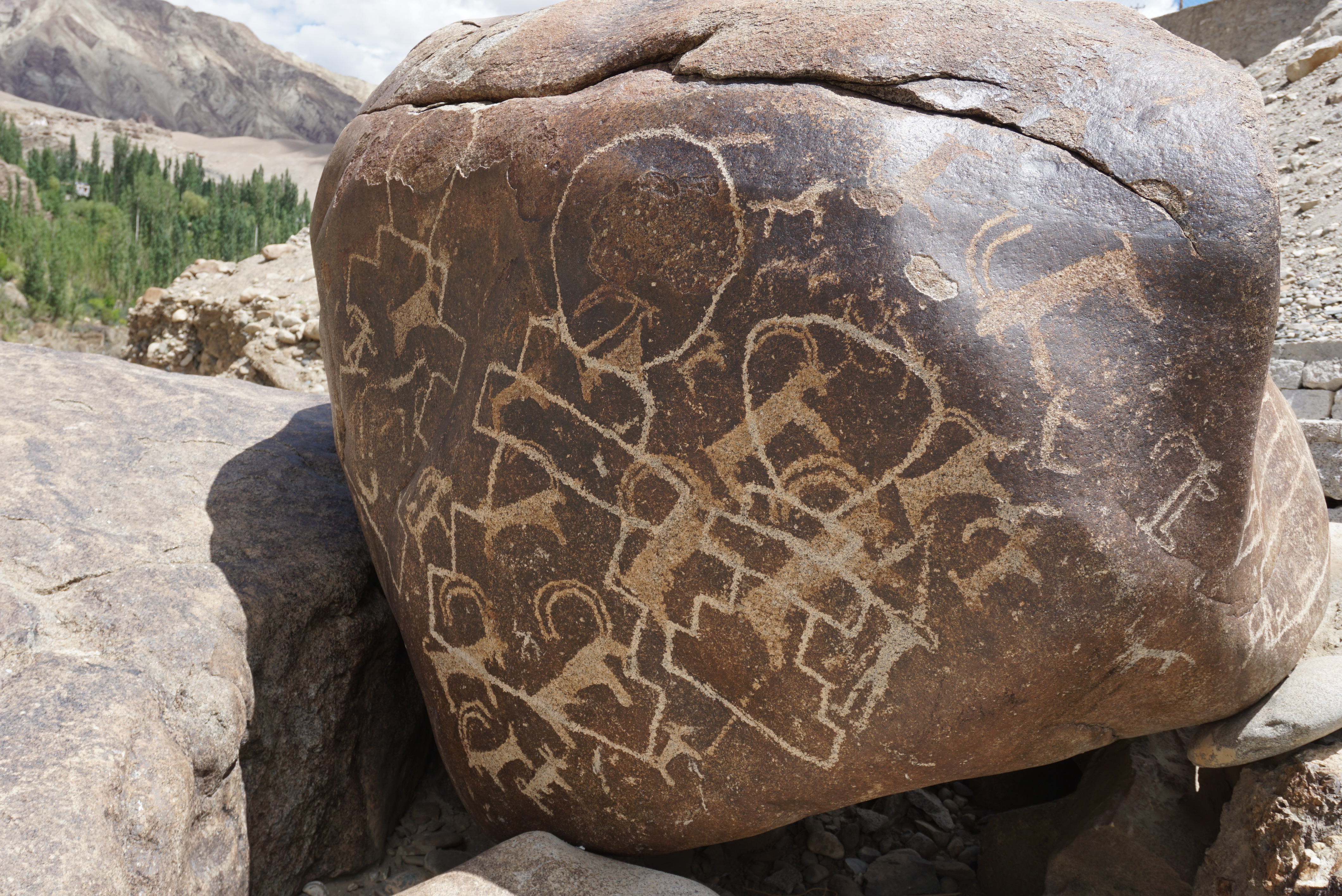
Pétroglyphes à Alchi, datés potentiellement entre le néolithique et l'âge du fer, avec des ajouts bouddhiques ultérieures (chörten).
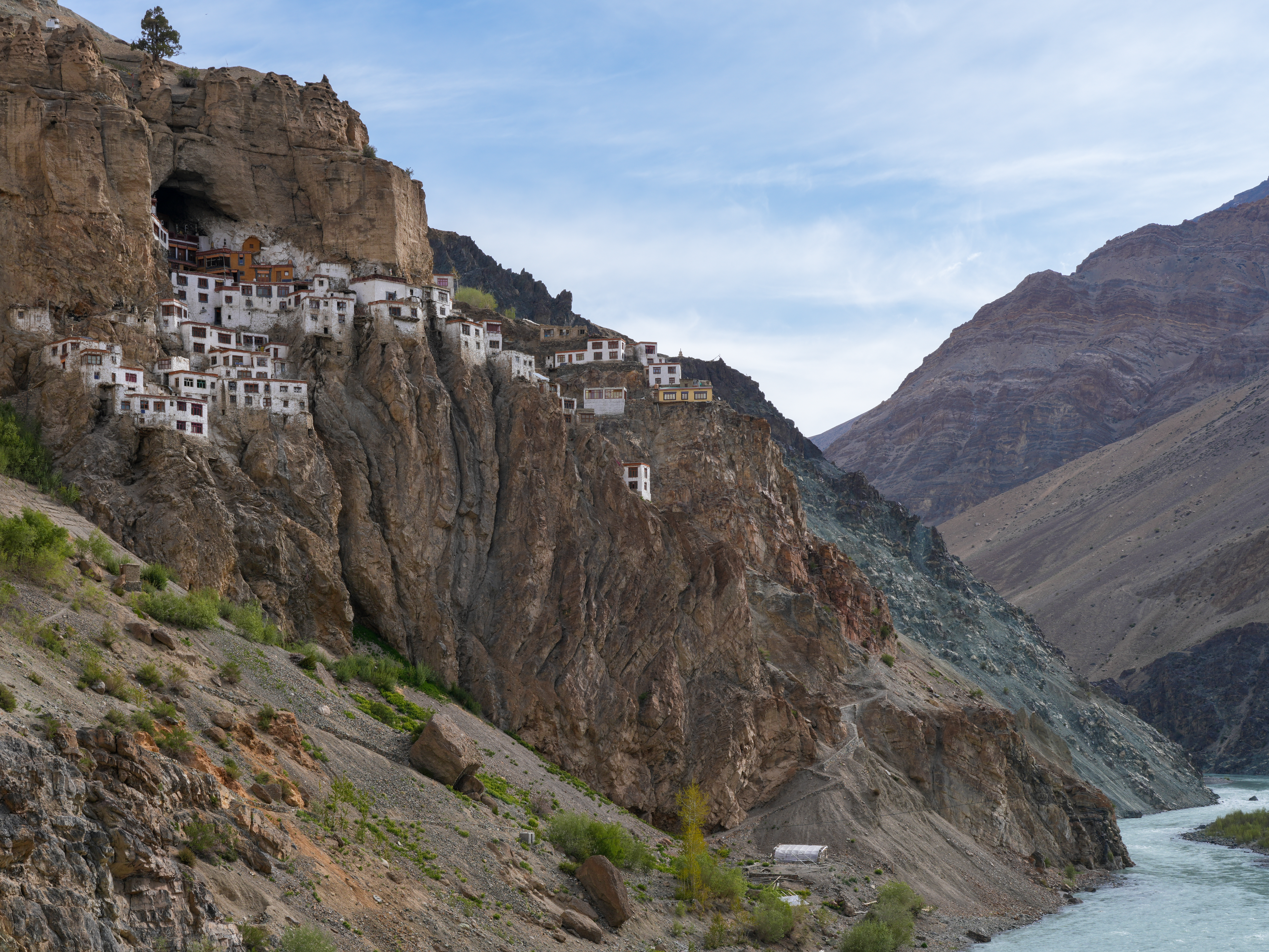
Le monastère de Phuktal, en partie troglodytique, au-dessus de la rivière Tsarap (en). Jusqu'à peu inaccessible par la route.
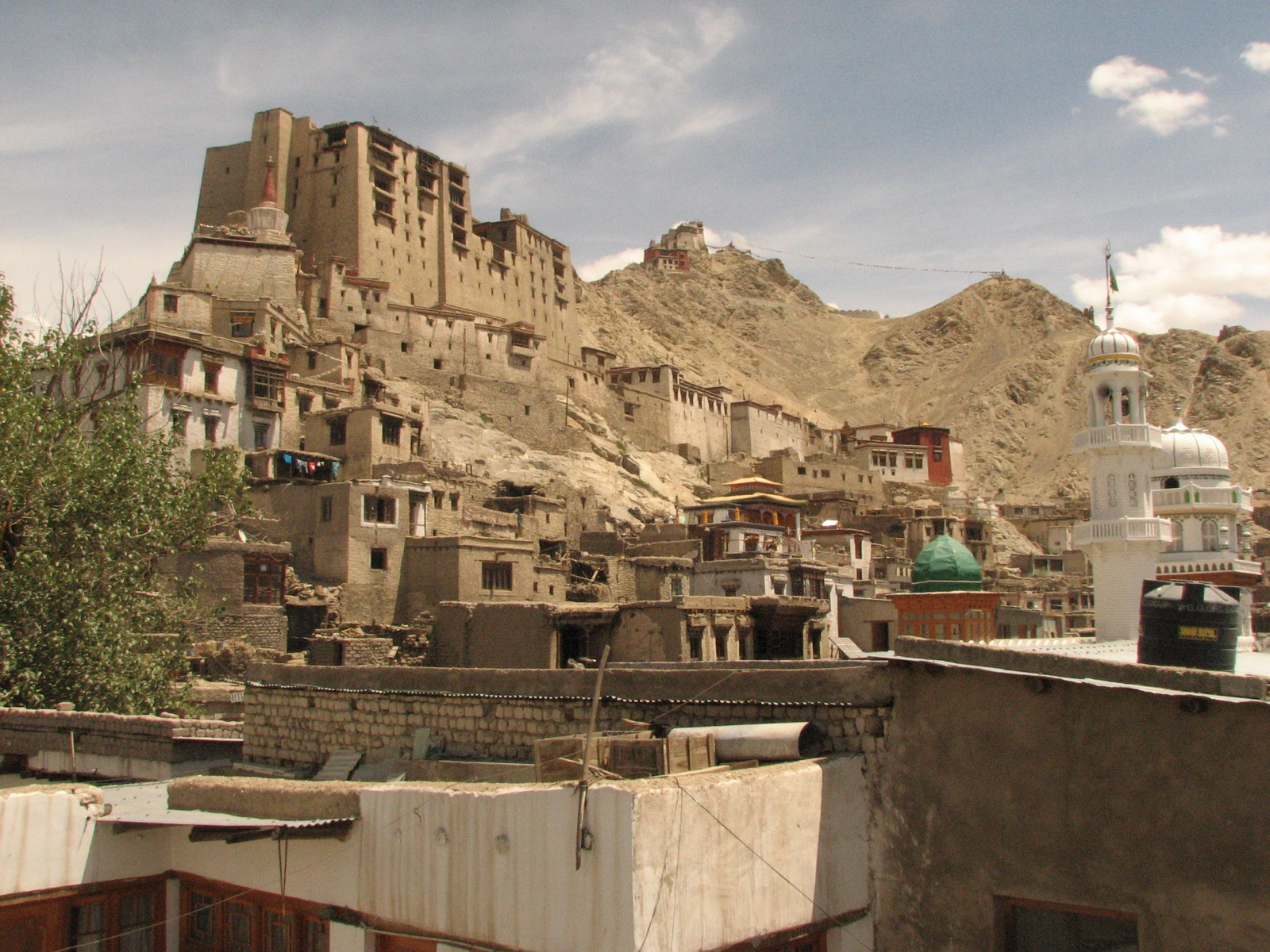
Vue sur le palais de Leh depuis la vieille ville ou Kharyog, aux abords la grande mosquée sunnite de la cité ou Jama Masjid.
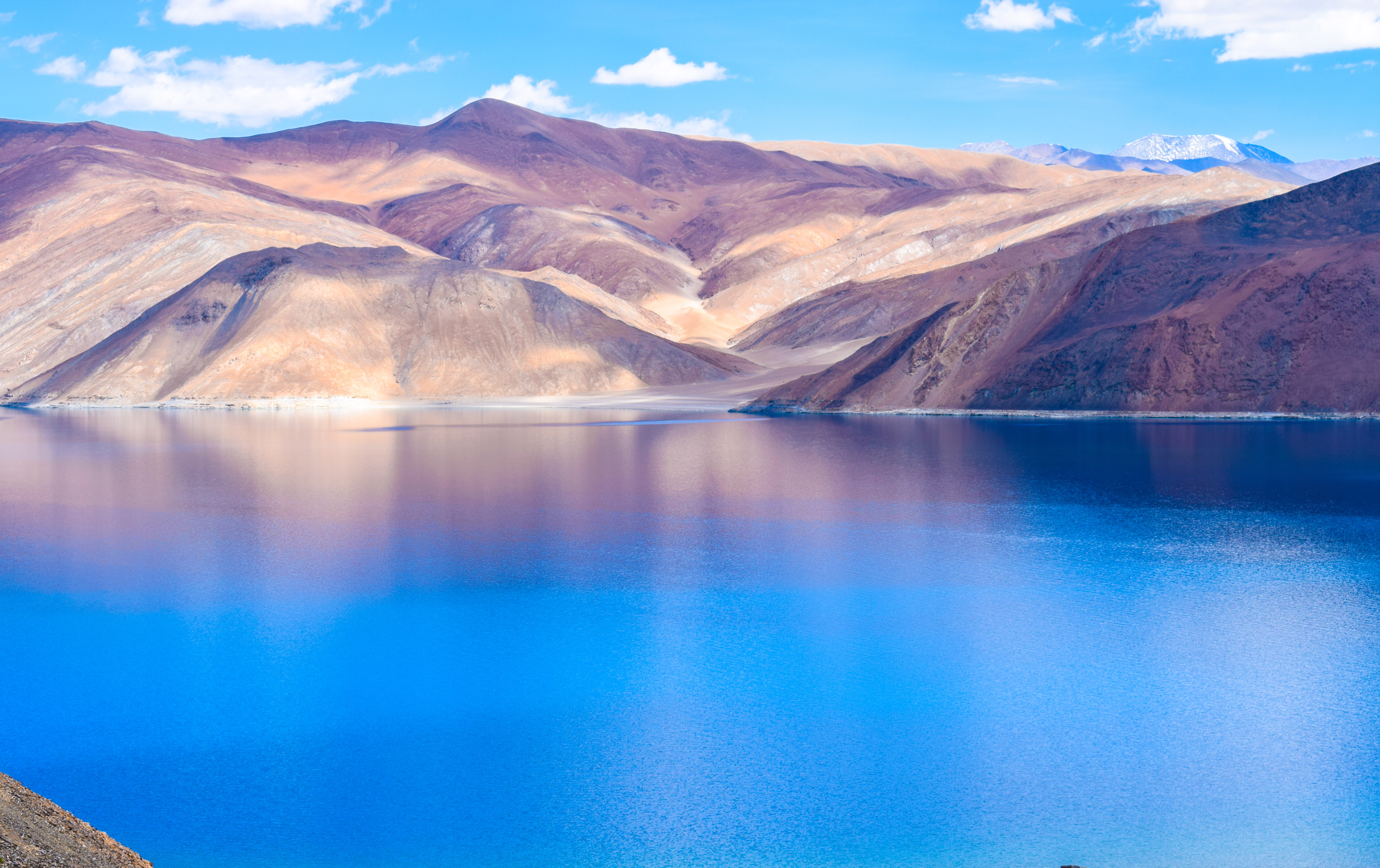
Le Pangong Tso, dans l'Est du Ladakh, est un lac salé à cheval sur la frontière tibétaine. Son extrémité aboutit vers Rutog, ancien territoire ladakhi.
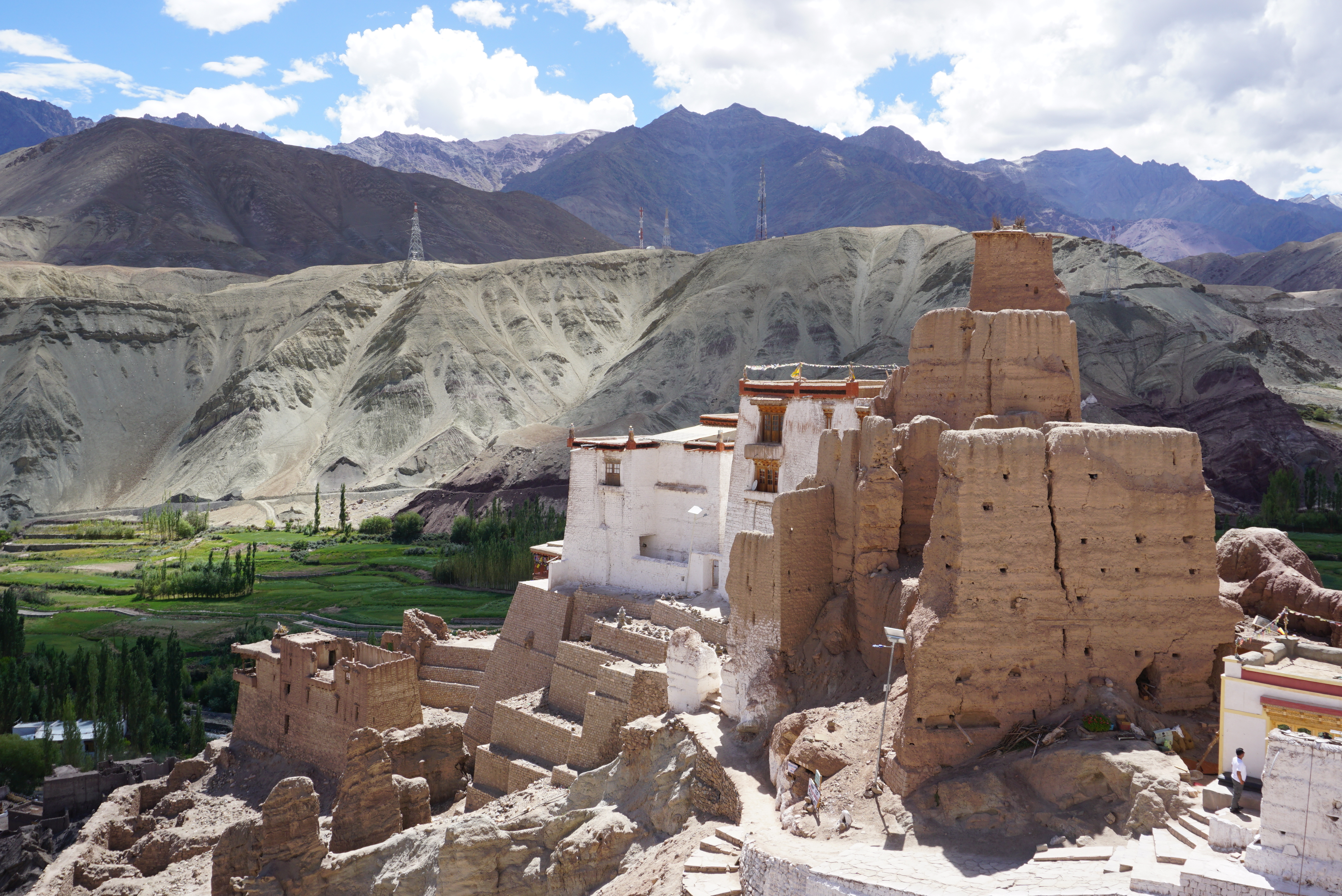
Le château et le monastère de Basgo, surplombant la localité. Celle-ci fut un centre politique et culturel déterminant du royaume du Ladakh.
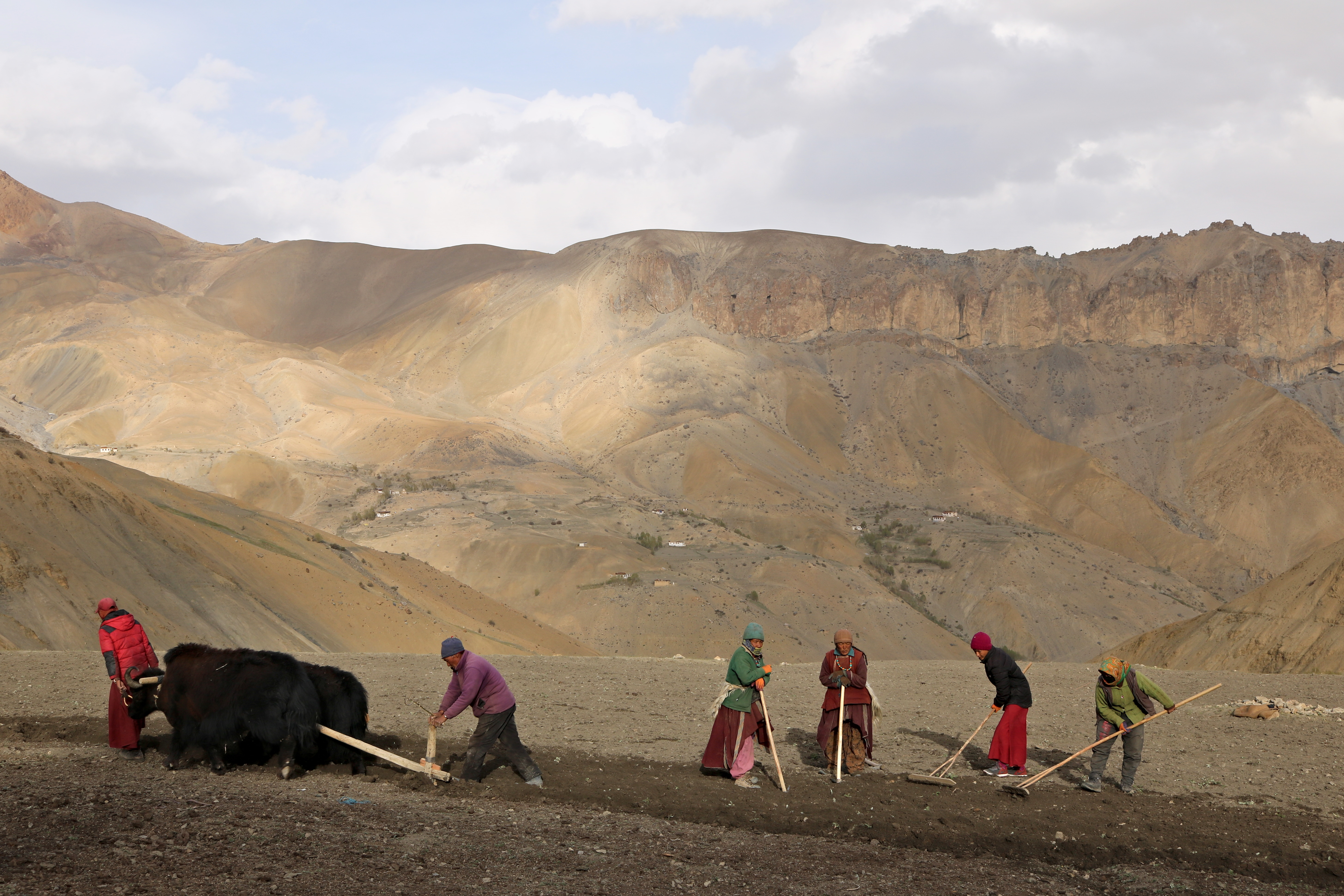
Paysans semant de l'orge, accompagnés d'un hersage à l'aide d'un yak. Dans un village de la vallée de Lingshed.
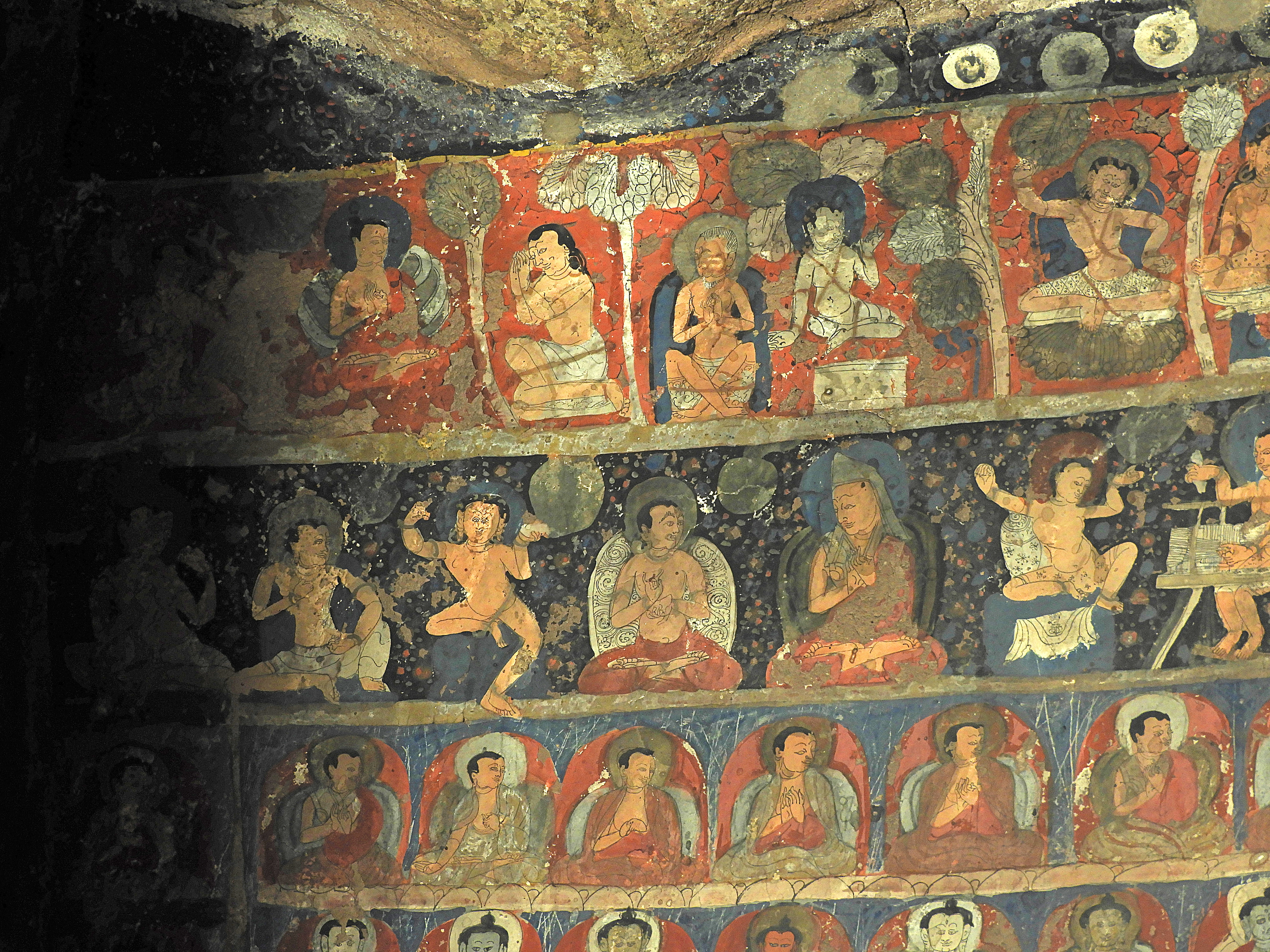
Fresque bouddhique dans une des grottes de Saspol, réalisée entre les XIVe et XVe siècles. Le site dépend du monastère de Likir.
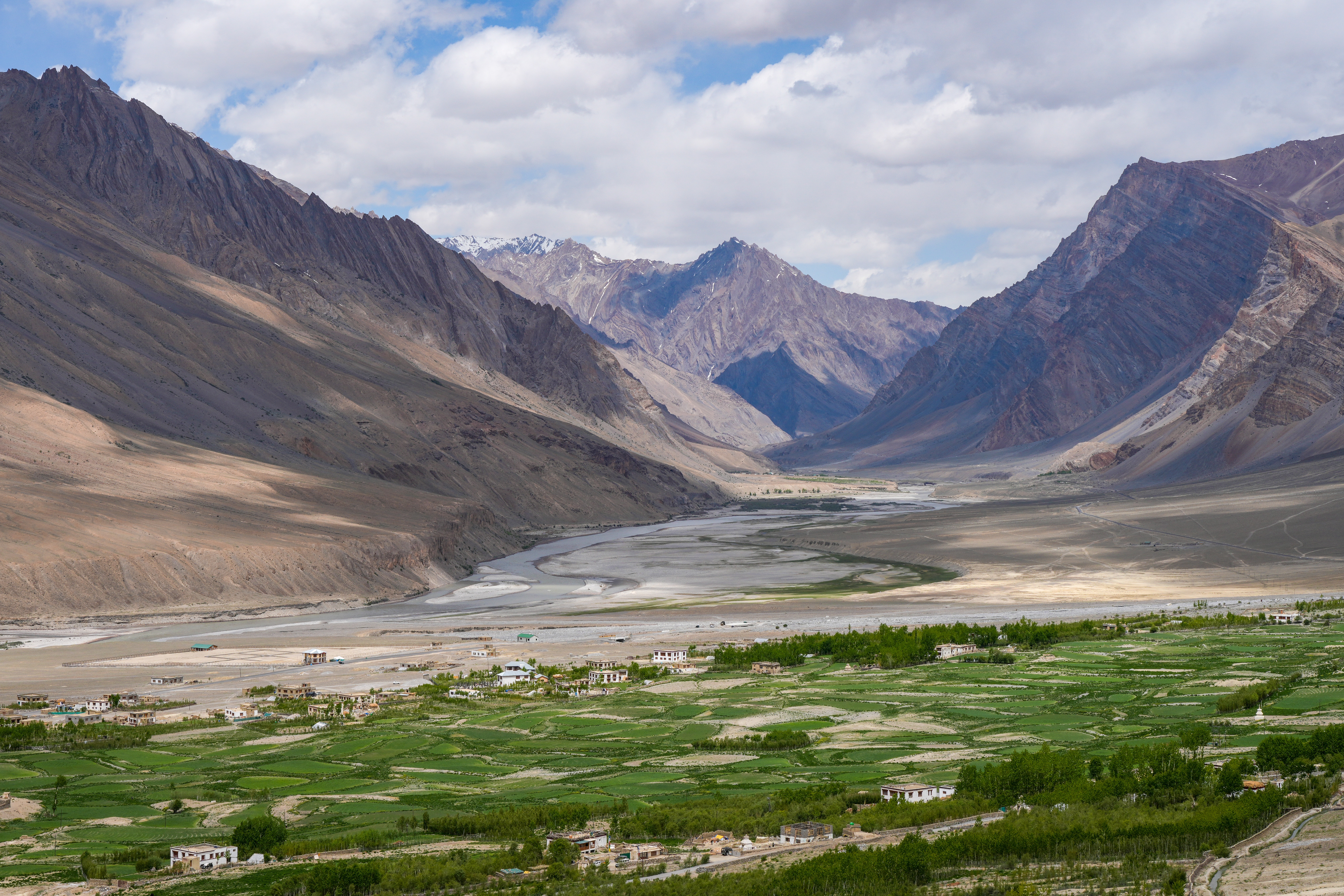
Vue sur le village et les champs depuis le fort (khar) de Zangla, sur les bords du Zanskar, dans le sud-ouest du territoire.
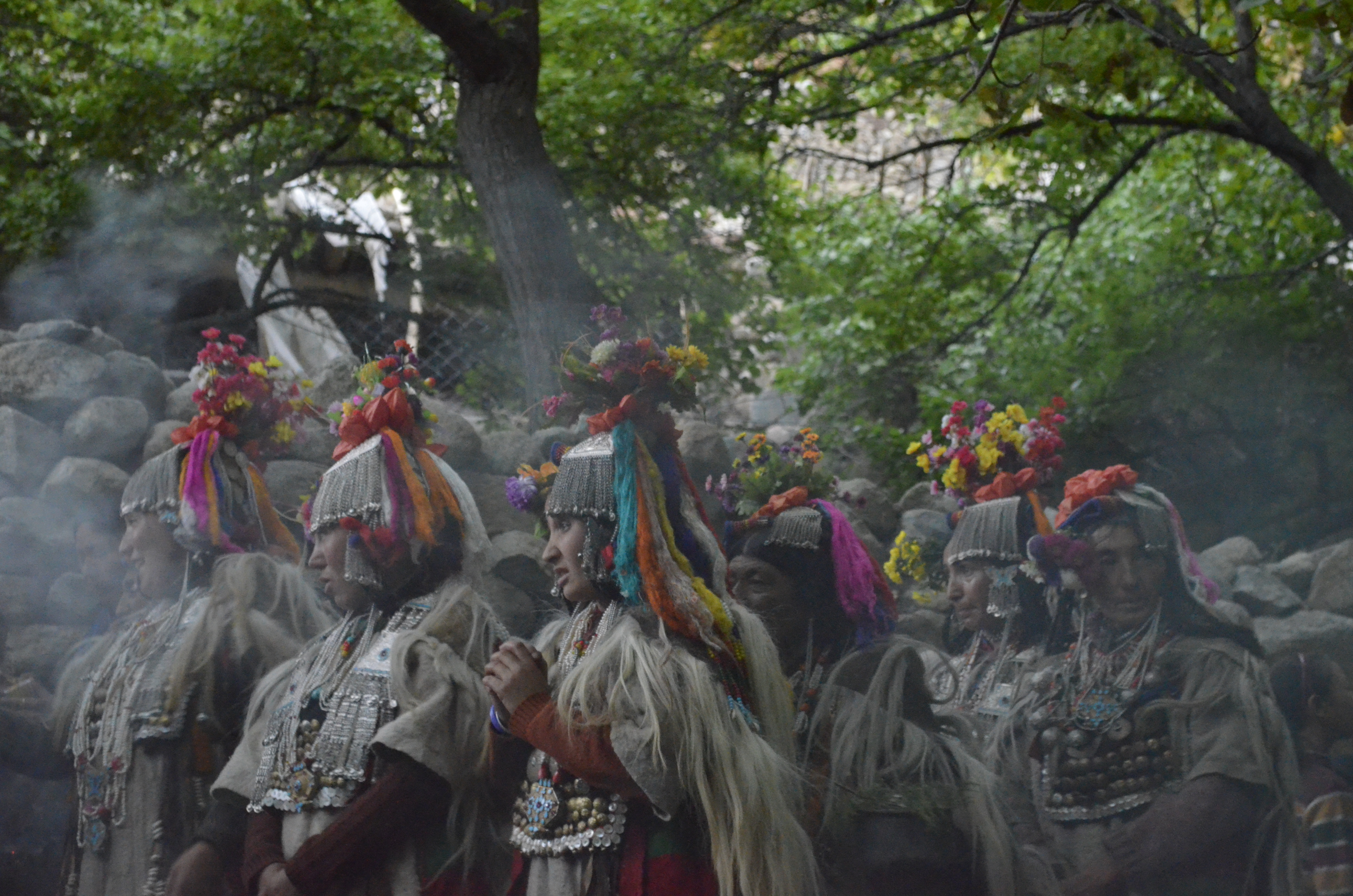
Préparatifs pour la célébration automnale de Bono-na, fête des récoltes où sont honorés les divinités minaro ou brokpa. Une communauté du nord du Ladakh.